# Mirosław Luft
Mirosław Jan Luft (ur. 15 czerwca 1947 w Radomiu) – profesor zwyczajny, rektor Politechniki Radomskiej w latach 2005–2012, od września 2012 prorektor tej uczelni.
Po ukończeniu studiów magisterskich na Wydziale Mechaniki Precyzyjnej Politechniki Warszawskiej w 1972 roku podjął pracę na stanowisku konstruktora w Zakładach Metalowych „Łucznik” w Radomiu, skąd po roku został przeniesiony do pracy dydaktycznej na Wydziale Transportu Kielecko-Radomskiej Wyższej Szkoły Inżynierskiej (późniejsza Politechnika Radomska, obecnie Uniwersytet Technologiczno-Humanistyczny im. Kazimierza Pułaskiego w Radomiu).
W roku 1979 uzyskał stopień doktora nauk technicznych. W 1981 uczestnik 49-dniowego strajku w WSI w Radomiu. Od 1990 do 1996 przez dwie kadencje piastował stanowisko prorektora ds. dydaktycznych i studenckich. Przez dwie kolejne kadencje od 1996 do 2002 pełnił funkcję dziekana Wydziału Transportu. W tym czasie uzyskał też stopień naukowy doktora habilitowanego. We wrześniu 2002 roku został powołany na stanowisko profesora nadzwyczajnego Politechniki Radomskiej i objął funkcję prorektora ds. rozwoju kadry i współpracy z zagranicą. Tytuł profesora odebrał z rąk prezydenta 1 marca 2009 roku.
We wrześniu 2005 został wybrany na stanowisko rektora Politechniki Radomskiej na kadencję 2005–2008, a w 2008 na kolejną kadencję. W roku 2012 został wybrany prorektorem do spraw dydaktycznych i studenckich.
Jego dorobek naukowy zawarty jest w ponad 100 pracach.
Jest członkiem Akademii Inżynierskiej w Polsce.